# Collégiale Saint-Jean de Ratisbonne

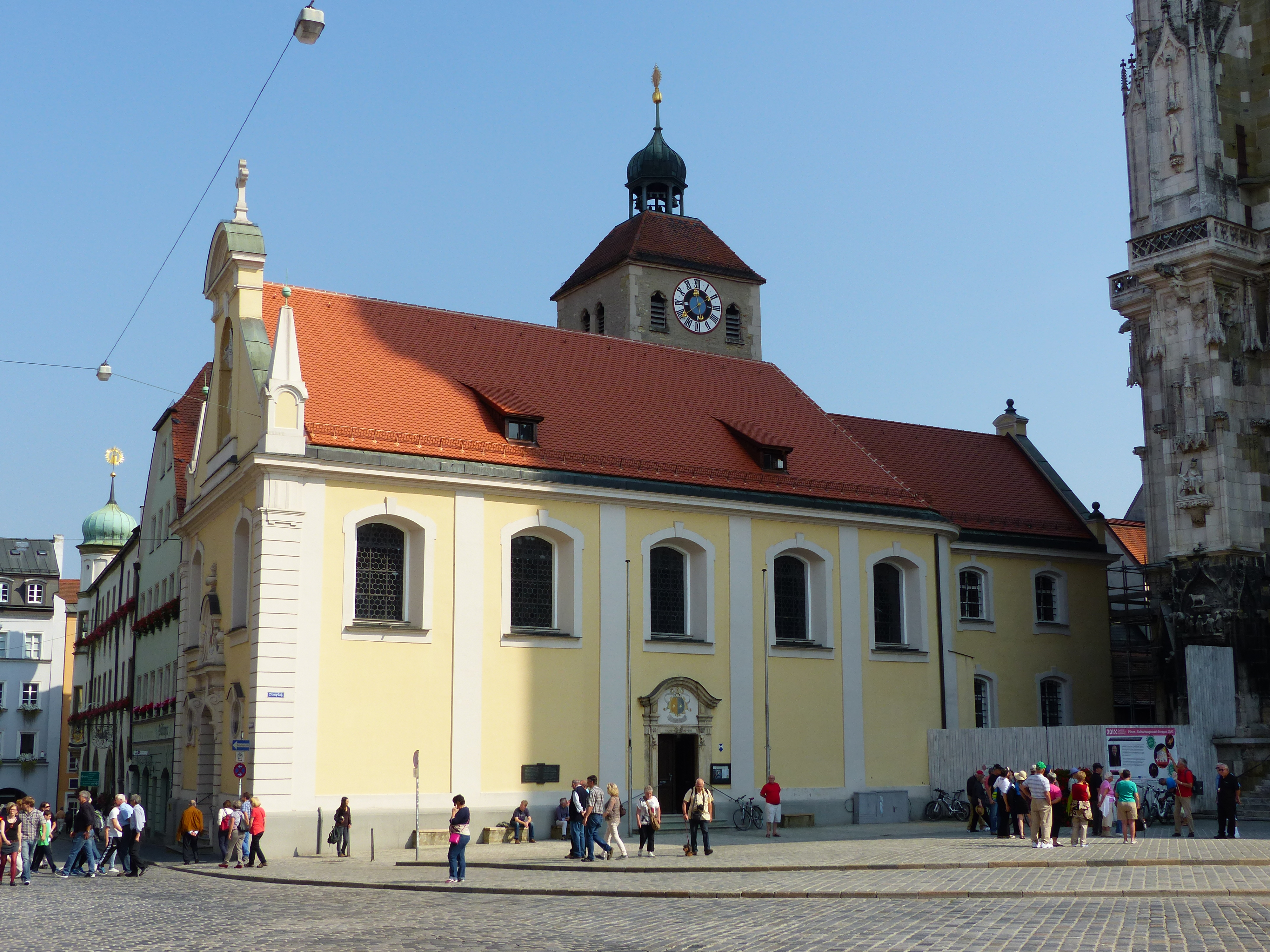
Vue de la collégiale Saint-Jean.

La collégiale Saint-Jean (Kollegiatstiftkirche St. Johann) est une église catholique située en Bavière à Ratisbonne. Elle se trouve sur le Krauterer-Markt à la limite de la place de la cathédrale de Ratisbonne et au sud de l'ancien évêché de Ratisbonne. Cette église a été fondée en 1127 par l'évêque de Ratisbonne, Conrad Ier. Elle est jusque vers 1290 une chapelle de chanoines augustins, puis devient église collégiale. Malgré le recès d'Empire de 1803 qui sécularise les communautés religieuses et supprime la principauté épiscopale de Ratisbonne pour la faire entrer en 1810 dans le nouveau royaume de Bavière (allié de Napoléon Ier), la collégiale n'est pas supprimée. C'est l'une des quatre collégiales encore existantes en Bavière. Une autre collégiale se trouve à Ratisbonne : la collégiale Notre-Dame-de-la-Vielle-Chapelle.
L'église est consacrée à saint Jean-Baptiste.

## Histoire

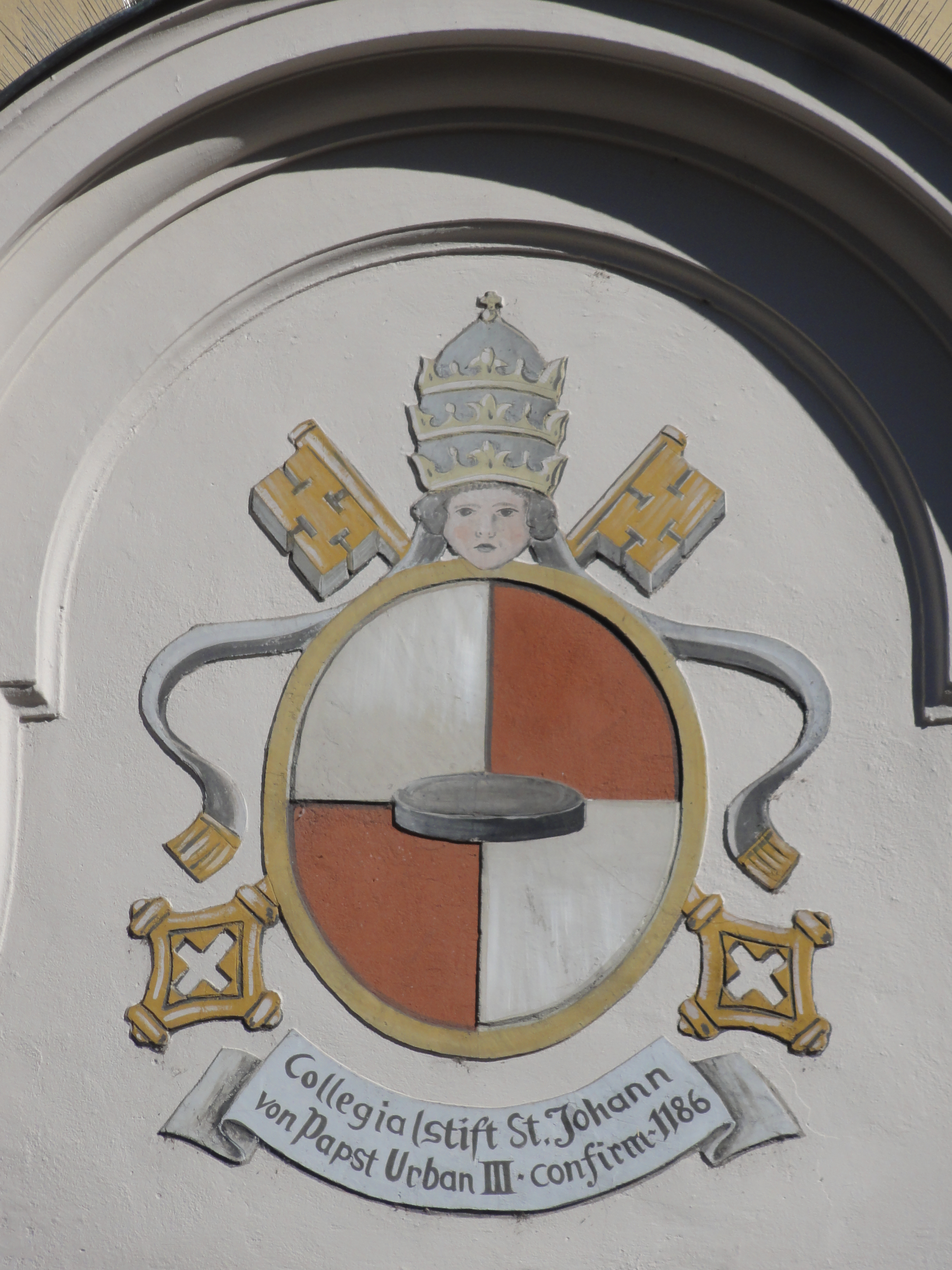
Blason du pape Urbain III au-dessus du portail occidental de la collégiale.

### Couvent des Augustins
Le couvent est fondé en 1127 pour les chanoines augustins, l'évêque étant influencé par le mouvement de réforme lancé par saint Norbert et Gerhoh de Reichersberg. Conrad Ier fait vraisemblablement appel aux chanoines augustins de Weltenbourg pour cette fondation. Le nouveau couvent est placé sous la protection du pape en 1186 car apparemment le chapitre de la cathédrale de Ratisbonne s'était opposé aux chanoines augustins. Le pape Urbain III confirme tous les biens du couvent et lui accorde le droit de choisir librement son prévôt au sein du chapitre de la cathédrale,.

### Collégiale jusqu'à nos jours
Au XIIIe siècle, les liens avec la règle augustinienne se sont desserrés et finalement la vie de communauté religieuse est abandonnée 1290. Dès lors, l'église Saint-Jean devient église collégiale et se base sur les constitutions de la collégiale Notre-Dame-de-la-Vieille-Chapelle. Jusqu'à aujourd'hui la collégiale est administrée par un chapitre comprenant de six à douze chanoines séculiers dirigé par un prévôt (pour les affaires temporelles, charge qui n'existe plus aujourd'hui) et un doyen (charge qui existe toujours).
Au XIVe siècle, la collégiale avait tellement de pouvoir sur le chapitre de la cathédrale qu'il fallut attendre une quarantaine d'années de batailles juridiques, de 1340 à 1380, pour pouvoir démolir l'ancienne collégiale afin de pouvoir construire la façade Ouest de la cathédrale. Finalement la vieille collégiale est démolie pour en construire une nouvelle avec une orientation différente. À cette époque, le fameux chanoine Peter von Remagen (mort en 1394) pouvait éponger les dettes de l'évêque de Ratisbonne, Jean de Moosburg (prince-évêque de 1384 à 1409), grâce à des impôts élevés qu'il pouvait prélever annuellement par procuration de l'évêque,.

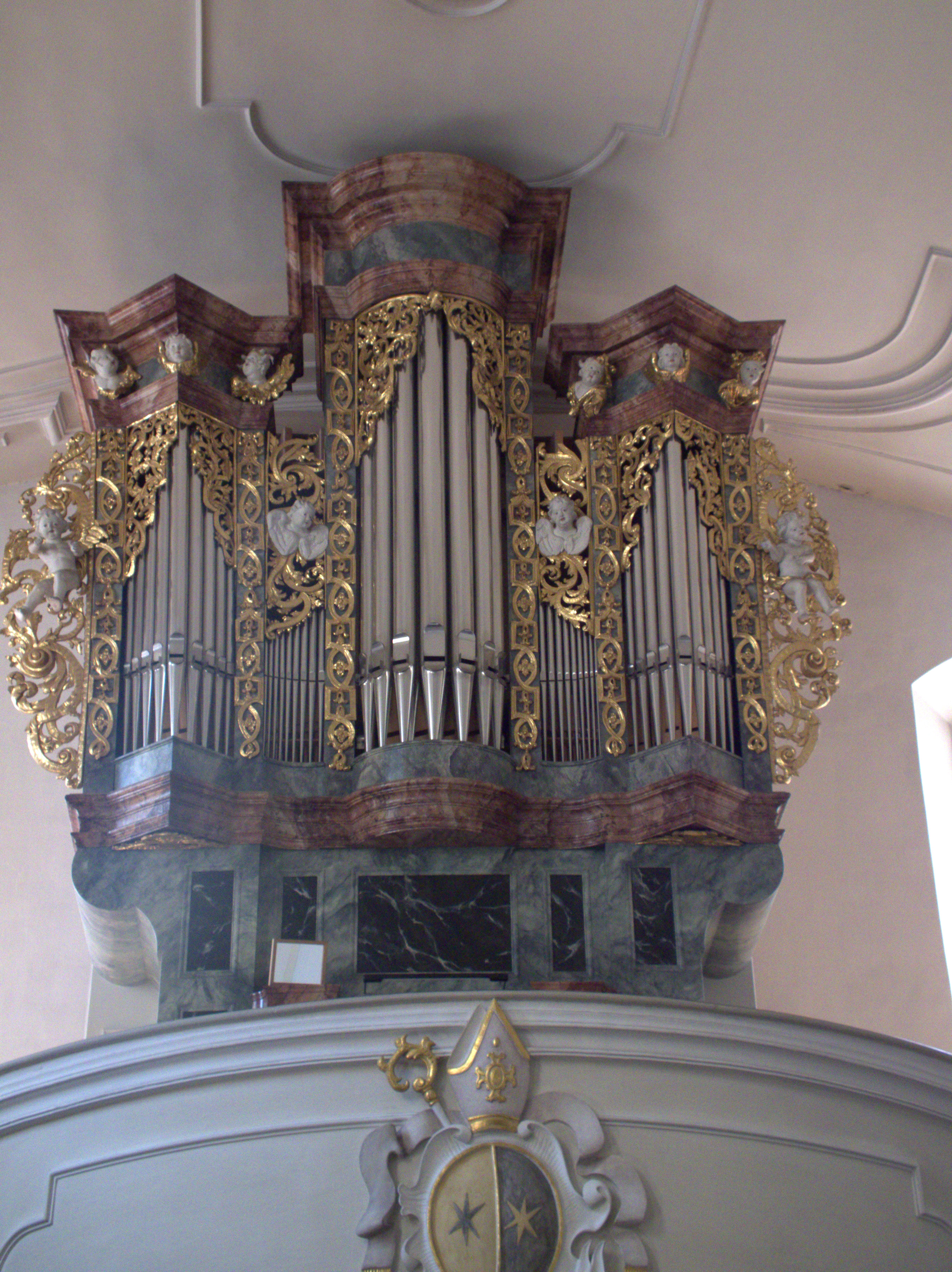
Orgue de tribune.

À partir de 1722, Saint-Jean est l'une des rares collégiales bavaroises dont les prévôts ont le privilège d'être mitrés (on dit alors « infulés »). La collégiale est reconstruite en style baroque entre 1766 et 1769. Au recès d'Empire de 1803, Saint-Jean est l'une des quatre collégiales à demeurer en Bavière. Les chanoines demeurant n'ont pas le droit de prendre de nouveaux chanoines au début, ce qui les condamne à disparaître à terme ; mais, en 1826, le roi Louis Ier lève cette interdiction (commune à de nombreux couvents). De plus, les projets de déménagement dans l'un des monastères dissous de Ratisbonne n'ont jamais été mis en œuvre, de sorte que la maison collégiale de Saint-Jean est restée inchangée à ce jour,.
Aujourd'hui la règle fait que la plupart des membres du chapitre de la collégiale sont des membres du clergé à la retraite. Le membre le plus connu à notre époque est Mgr Georg Ratzinger, mort à 96 ans en 2020, et frère aîné du pape émérite Benoît XVI, qui devint chanoine de Saint-Jean après sa retraite de maître de chapelle de la cathédrale de Ratisbonne. Aujourd'hui Mgr Heinrich Wachter, prélat d'honneur de Sa Sainteté, est le doyen du chapitre.

## Architecture

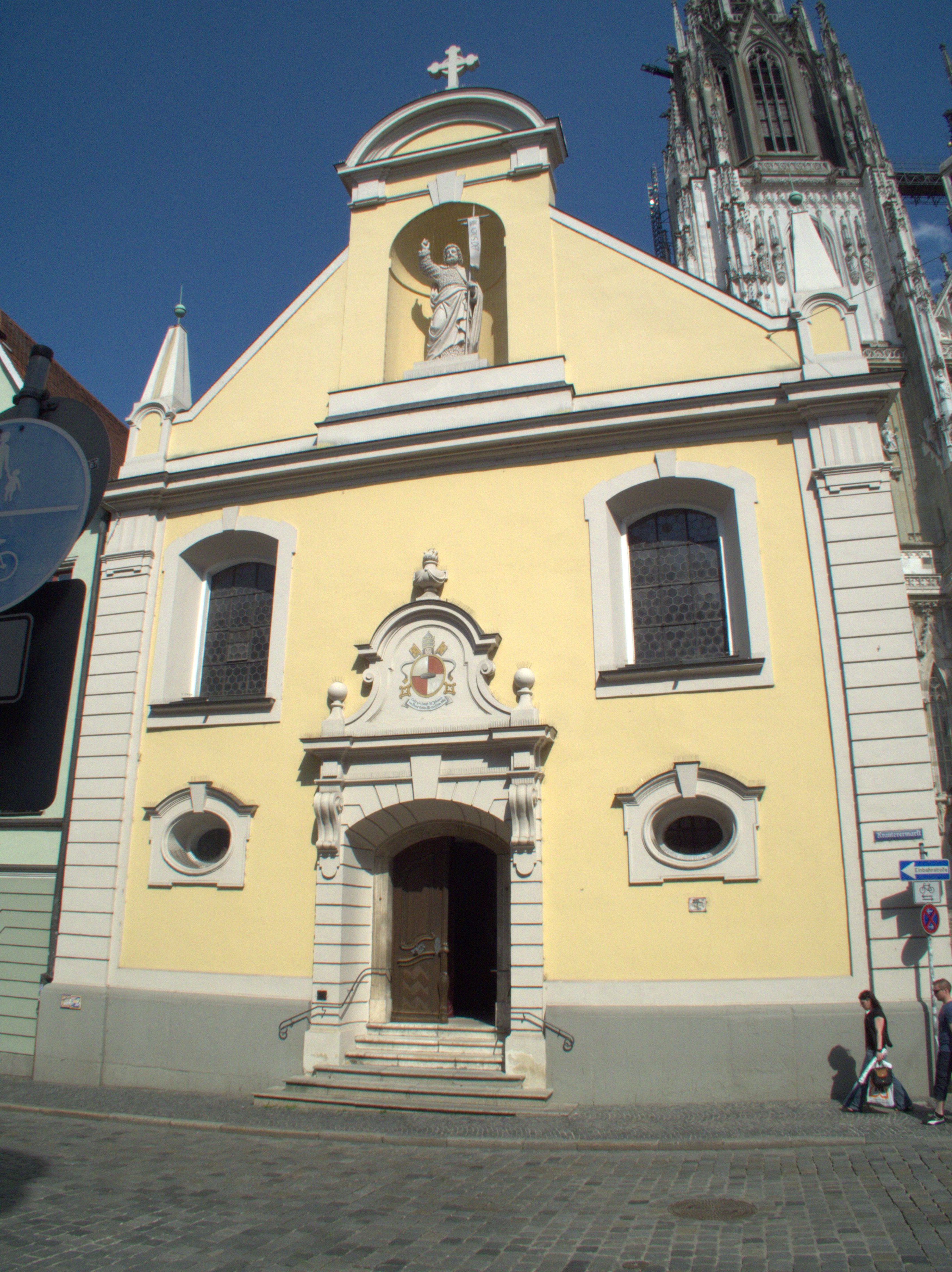
Façade Ouest, avec au fond la tour Nord de la cathédrale.

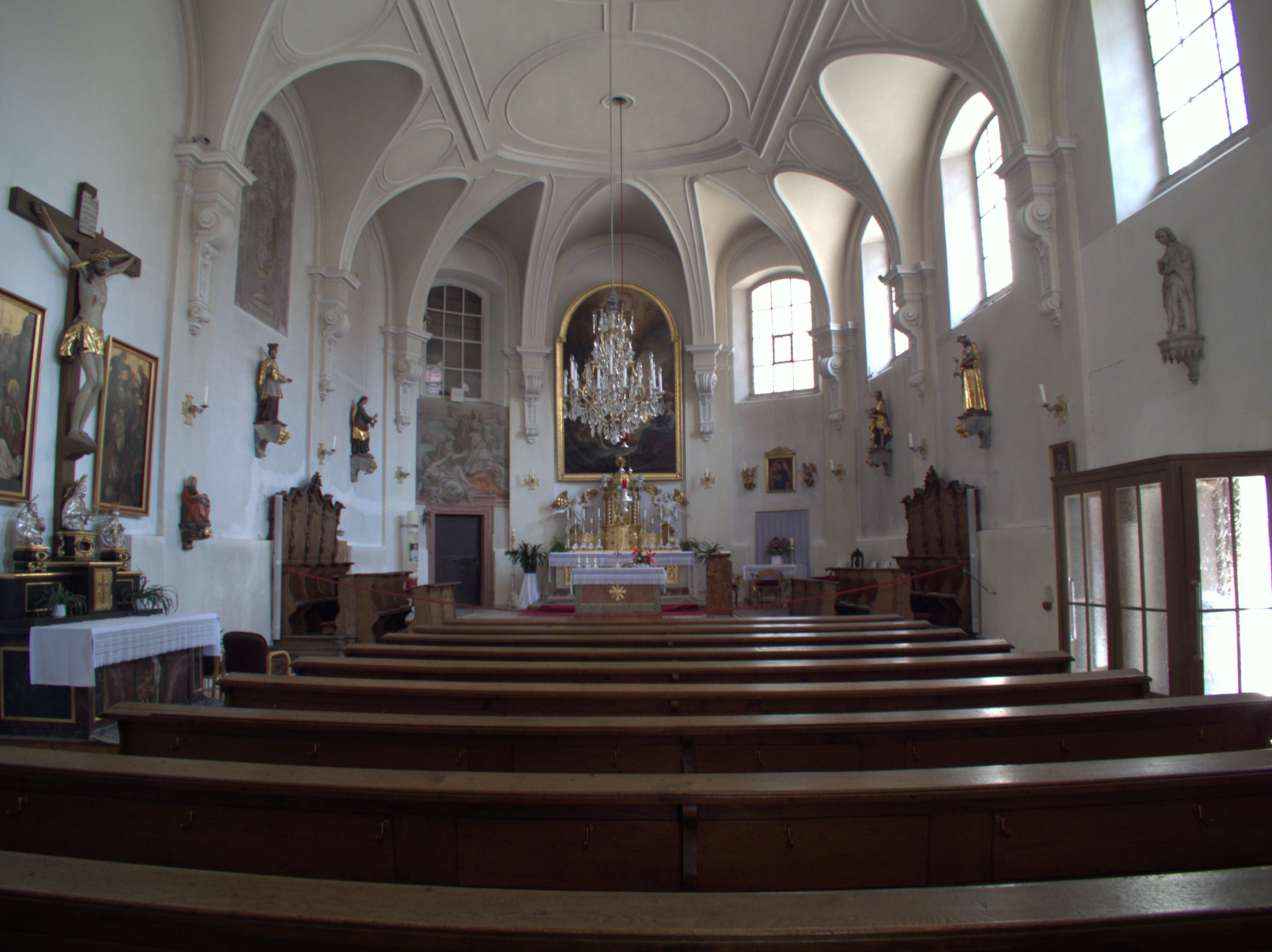
Intérieur de l'église collégiale.

L'église actuelle est construite en style baroque entre 1766 et 1769 sur les bases de l'ancienne église gothique (des années 1380, église-halle à deux nefs) qui elle-même avait été construite à l'emplacement d'un ancien baptistère ottonien (IXe siècle) servant à la cathédrale et situé au sud de celle-ci; l'église est alors réorientée différemment. L'église gothique a été refaite en 1511 et son clocher actuel à horloge est bâti en 1628.
Pour aménager l'église baroque, les deux  anciennes nefs gothiques sont combinées en une grande salle rectangulaire uniforme avec un plafond plat. La façade ouest est conçue symétriquement, mais sans le pignon décoratif. Le chœur gothique est séparé par un mur et redessiné sur deux étages avec un étage intermédiaire. La sacristie a été convertie à l'étage inférieur, et la nouvelle salle capitulaire a été installée au-dessus. La crypte du côté Ouest de l'église, redécouverte en 1698, a maintenant été rouverte pour les enterrements des chanoines. Si aucun stuc n'est utilisé, toutefois le peintre de la cour électorale bavaroise Johann Nepomuk Schöpf et ses compagnons peignent trois magnifiques fresques au plafond en 1768: La Décollation de saint Jean-Baptiste, La Fondation et la construction de la collégiale Saint-Jean et Le Songe de Jacob. De plus il peint les vertus cardinales sur les murs, mais aucune de ces peintures n'a subsisté.
Le retable du Baptême de Jésus pour le nouveau maître-autel, qui est encore conservé, provient également du pinceau de Schöpf et date de 1769. En outre, le 22 octobre 1769, l'évêque auxiliaire de Ratisbonne a ajouté trois autels latéraux en l'honneur de la Belle Marie, de sainte Anne et de saint Sébastien. Les stalles ornées du chœur, qui, comme diverses autres sculptures, ont été réalisées par Johann Valentin Dirr de Stadtamhof et par Johann Ignaz Andres d'Obermünster (de), datent également de cette période. En outre, Michael Herberger de Stadtamhof est l'auteur en 1769 du buffet de l'orgue (années 1730, probablement orgue issu de l'atelier de son beau-père Brandenstein), placé sur la tribune Ouest de la collégiale. Un nouvel orgue est installé en 1882 par Johann Anton Breil. L'orgue actuel date de 2004 (Eisenbarth de Passau).
Endommagée par un incendie en 1887, l'église est reconstruite par Bruno Specht qui orne la façade Ouest d'un nouveau pignon. L'église est consacrée le 2 juin 1890.

### Mobilier et décoration intérieure

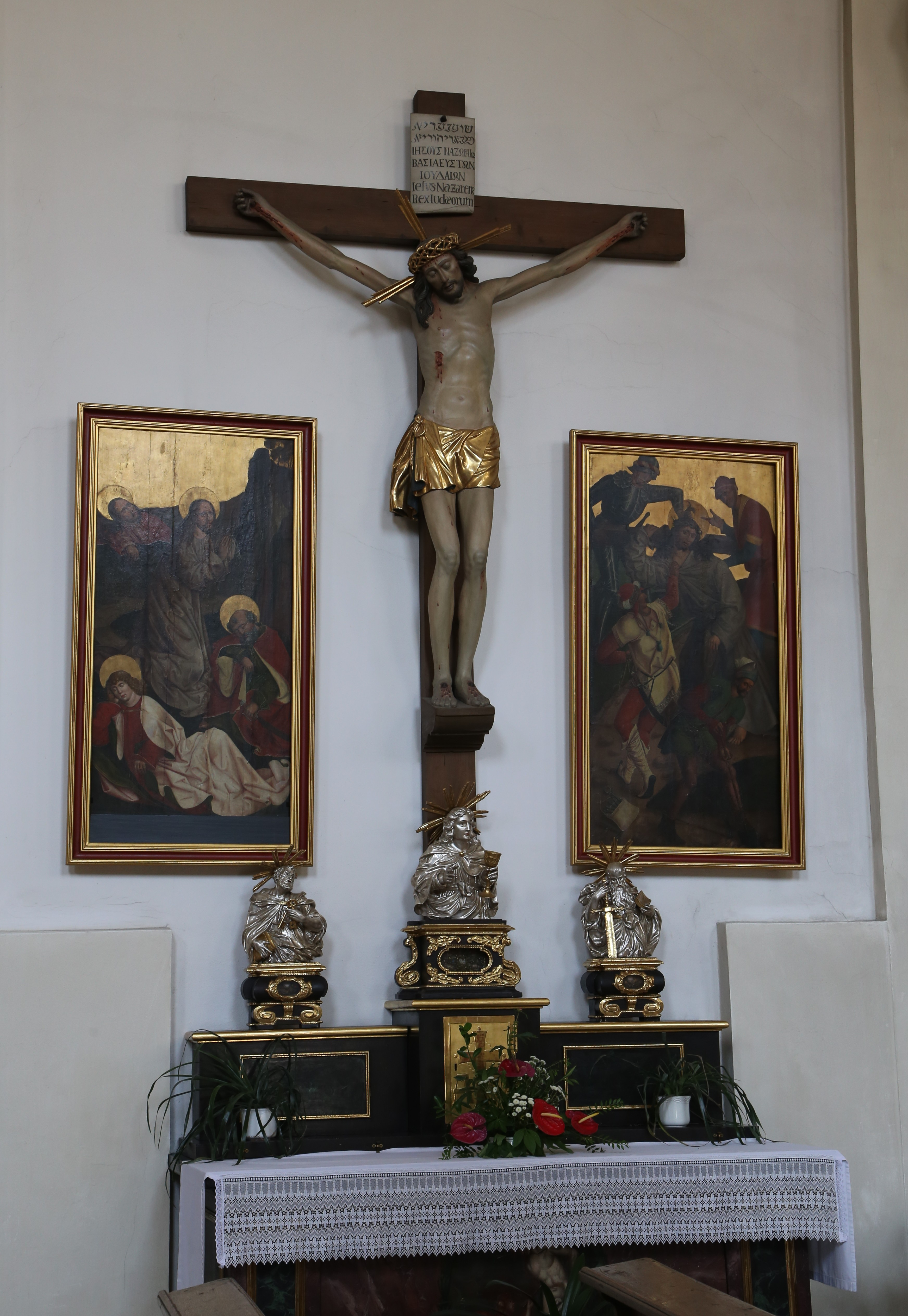
Autel de la Sainte-Croix.

À la suite de la restauration de 1957-1959, le maître-autel d'aujourd'hui n'a plus de structure architecturale et est un conglomérat de plusieurs pièces qui à l'origine ne lui appartiennent pas, seul le tableau de retable Le Baptême de Jésus (1769) de Schöpf s'y trouvait déjà; il reçoit un nouveau cadre en 1878. Le tabernacle provient de l'église Saint-Laurent d'Alteglofsheim et les deux anges adorateurs se trouvaient auparavant dans la salle capitulaire.
En face du portail Sud, l'autel de la Sainte-Croix, agencé lui-aussi après la restauration de 1957-1959, montre un crucifix monumental romanisant de la première moitié du XVIIe siècle qui se trouvait auparavant dans la sacristie. Il est flanqué de deux tableaux de style gothique tardif de l'environnement du peintre Jan Polack donnés en 1899 par le chanoine Michael Helmberger. On remarque trois bustes en bois argenté : saint Jean au milieu et les apôtres Pierre et Paul de chaque côté. Le quatrième représentant saint Jean-Baptiste est gardé dans la réserve et n'est pas montré au public. Du côté Nord se trouve l'autel dédié à la Vierge avec une statue rococo de l'Immaculée Conception (vers 1750) par Simon Sorg. Cette statue remplace le tableau d'autel de La Belle Marie d'Albrecht Altdorfer qui se trouve maintenant au musée diocésain Saint-Ulrich. De l'autre côté au sud se trouve l'autel de saint Sébastien avec un tableau représentant son martyre. Il est flanqué de statues du gothique tardif représentant saint Étienne et saint Nicolas.

## Membres fameux du chapitre
- Johann Georg Sebastian Dillner (1721-1775), chanoine à partir de 1756, et doyen à partir de 1772 [7]
- Rudolf Volkart von Häring, (doyen de 1424 à 1429, vicaire général)[8] connu aussi comme
  - Maître Rudolph von Heringen, doctor in medicinis, doyen et chanoine de Saint-Jean, chanoine de la Vieille-Chapelle (en 1429)[9]
- Caspar Macer, († 1576), Dr. juris utriusque, professeur de rhétorique à Ingolstadt, 1566-1570, chanoine de Saint-Jean et à partir de 1571 chanoine de la Vieille-Chapelle de Ratisbonne, prêcheur à la cathédrale de Ratisbonne[10]
- Paul Mai[11] (* 1935)
- Peter Griesbacher (1864–1933)
- Thomas Oberschwendtner, († 1617), chanoine de Saint-Jean en 1570 et doyen en 1585[10]
- Georg Ratzinger (1924-2020)
- Karl Joseph von Riccabona (1761-1839)
- Joseph von Stubenberg (1740-1824), prévôt infulé en 1781[12]